# Ваљевска болница
Ваљевска болница је југословенски и српски ТВ филм из 1990. године. Режирао га је Дејан Мијач, а сценарио филм рађен по истоименој књизи Добрице Ћосића. Филм је по жанру драма, а премијерно је приказан 20. новембра 1990. године.

## Улоге
| Глумац               | Улога                              |
| -------------------- | ---------------------------------- |
| Михаило Јанкетић     | Живојин Мишић                      |
| Мило Мирановић       | пуковник Хаџић                     |
| Гојко Шантић         | Драгутин Димитријевић Апис         |
| Михајло Костић Пљака | Миливоје Анђелковић Кајафа         |
| Милан Гутовић        | мајор Гаврило Станковић            |
| Радослав Миленковић  | Радојко                            |
| Миодраг Радовановић  | доктор Николај Максимовић-Сергејев |
| Ирфан Менсур         | доктор Филип Симић                 |
| Светлана Бојковић    | Надежда Петровић                   |
| Предраг Лаковић      | Тола Дацић                         |
| Жарко Лаушевић       | Милоје Дацић, син                  |
| Злата Петковић       | госпођа Стефановић                 |
| Катарина Гојковић    | Милена                             |
| Дијана Шпорчић       | Душанка                            |
| Весна Латингер       | Рушка                              |
| Љиљана Међеши        | Каћа                               |
| Војка Ћордић-Чавајда | Петрана                            |
| Власта Велисављевић  | Милован                            |
| Боривоје Кандић      | Сибин                              |
| Небојша Љубишић      | Петар                              |
| Срђан Милетић        | Радован                            |
| Дејан Матић          | Величко                            |
| Горан Даничић        | Пепи                               |
| Дејан Паровски       | Бранко                             |
| Марко Баћовић        | прота Божидар                      |
| Петар Ћирица         | рањеник                            |